# Lepidoscia monosticha
Lepidoscia monosticha är en fjärilsart som beskrevs av Turner 1923. Lepidoscia monosticha ingår i släktet Lepidoscia och familjen säckspinnare. Inga underarter finns listade i Catalogue of Life.